# Parti communiste d'Irlande
Pour les articles homonymes, voir Parti communiste et CPI.
Le Parti communiste d'Irlande (CPI ; irlandais : Páirtí Cumannach na hÉireann ; anglais : Communist Party of Ireland) est un parti communiste actif en république d'Irlande et en Irlande du Nord.

## Historique
Fondé en novembre 1921, par Rodéric Connolly, il scissionne dans les années 1940 entre le Parti des travailleurs irlandais (en)[réf. souhaitée] et le Parti communiste d'Irlande du Nord (en). Le CPI réapparaît en 1970 par la fusion des deux partis.